# Bestial Mockery
Bestial Mockery es una banda de black metal formada en 1995 en la ciudad de Uddevalla, Suecia. Este grupo musical fue formado por el cuarteto de Carl "Master Motorsåg" Bildt, Micke "Doomanfanger" Petersson, Jocke "Christcrusher" y Carl "Warslaughter". 
El objetivo declarado de la banda en ese momento era "canalizar las pasiones pervertidas para el metal satánico sangriento".   Aunque se separaron en el 2008, Bestial Mockery ha lanzado cuatro álbumes de larga duración para Metal Blood Music, Osmose. y Season of Mist, así como un gran número de EP independientes y compartidos con otras bandas de metal underground. En una revisión de Slaying the Life en Decibel (revista), se observó una similitud entre la banda y Nunslaughter.
Hasta el 11 de noviembre del 2011, la banda vuelve a estar activo.

## Última Formación
- Master Motorsåg (voz)
- Micke Doomanfanger (guitarra)
- Aggressive Protector (guitarra)
- Carl Warslaughter (batería)

## Exintegrantes
- Sir Torment - bajo
- Fjant Sodomizer - bajo
- Anti-Fred-Rik - bajo
- Jocke Christcrusher - bajo
- Ted Bundy - guitarra
- DevilPig (R.I.P.) - bajo

## Discografía

### Demos
- Battle Promo (1996)
- Christcrushing Hammerchainsaw (1997)
- Chainsaw Demons Return (1998)
- War: The Final Solution (2000)
- Sepulchral Wrath (2006)

### LP
- Christcrushing Hammerchainsaw (Metal Blood Music, 2002; re-released by Hell's Headbangers, 2009)
- Evoke the Desecrator (Osmose, 2003)
- Gospel of the Insane (Osmose, 2006)
- Slaying the Life (Season of Mist, 2007)

### EP
- Live for Violence, split cassette con Lust (Impaler of Trendies, 1999)
- Nuclear Goat / Joyful Dying, split 7" con Suicidal Winds (2000)
- A Sign of Satanic Victory (Warlord, 2002)
- Tribute to I-17, split con Axis Powers (Agonia, 2004)
- Outbreak of Evil, split con Nocturnal, Vomitor y Toxic Holocaust (Witching Metal Reckords, 2004)
- Eve of the Bestial Massacre, split con Unholy Massacre (Deathstrike, 2005; re-released by Agonia, 2006)
- Poison of the Underground, split con Force of Darkness (Turanian Honour, 2007)
- Metal of Death, split con Destruktor (Hell's Headbangers, 2007)
- Hail Occult Masters, split con Karnarium (Hell's Headbangers, 2008)
- Deep Grave Dungeons, split con Crucifier, Throneum and Sathanas (Time Before Time, 2008)

### Compilaciones
- Chainsaw Execution (Sombre, 2001)
- The Unholy Trinity (Witchhammer, 2007)
- Chainsaw Destruction (12 Years on the Bottom of a Bottle) (Terranis, 2007)